# Constantin I. Nottara
Constantin I. Nottara (Bucarest, 5 giugno 1859 – Bucarest, 16 ottobre 1935) è stato un attore teatrale, direttore teatrale e docente rumeno.

## Biografia
Nacque a Bucarest nel 1859 da Elena e Ion. La sua era un'antica famiglia bizantina di origine greca. Un suo antenato, Hrisant Nottaras (riportato anche come Chrysanthos Notaras), patriarca a Gerusalemme nel XVIIIesimo secolo, ma anche matematico, geografo e astronomo, fu il precettore del figli del domnitor Nicolae Mavrocordat (che nel suo libro Introductio ad geographian del 1716, calcolando la latitudine e la longitudine, indica per la prima volta la posizione geografica della città di Bucarest sulla mappa dell'Europa).
Suo nonno, medico, si stabilì in Romania all'inizio del XIX secolo e suo padre fu un funzionario della Corte dei conti. Orfano del padre all'età di 12 anni e della madre a 16, insieme alla sorella venne adottato dallo zio Iacovache.
Fece il suo debutto recitando piccole parti nei locali e nei teatri estivi, mentre studiava al collegio nazionale "Sfântul Sava" di Bucarest. In parallelo con il liceo, a 16 anni si iscrisse al Conservatorio di arte drammatica, nella classe del professore Ştefan Vellescu.
All'età di 24 anni, attraverso una lettera di raccomandazione, ottenne una borsa di studio al Teatro dell'Odéon di Parigi, insieme a personaggi celebri come Got, Delaunay, i fratelli Coquelin.
Con la moglie Eleonora, attrice, generò un figlio, il compositore Constantin C. Nottara.

## Carriera
Allievo di Ştefan Vellescu, studiò presso il Conservatorio di arte drammatica di Bucarest e al Teatro dell'Odeon di Parigi. Produce e recita la parte di Osman Paşa nel primo film rumeno L'indipendenza della Romania (Independenta Romaniei), regia di Aristide Demetriade del 1912.
Recitò in circa ottocento parti, tra le quali Shylock, Amleto e Lear della drammaturgia shakespeariana, Edipo in Edipo re di Sofocle, Don Salluste in Ruy Blas di Hugo, il vecchio medico nel Dilemma di un medico di Shaw, Stefan Tipătescu in O scrisoare pierdută (La lettera perduta) di Ion Luca Caragiale, Vlaicu Voda di Alexandru Davila e tante altre.
Il suo nome è legato al Teatro Nazionale di Bucarest sulle cui scene rimase per quasi 60 anni.
Nottara ebbe un'intensa attività di regista teatrale e per 33 anni fu docente presso il Conservatorio di arte drammatica di Bucarest. Formò un'intera generazione di attori: Tony Bulandra, Constantin Tănase, Elvira Popescu, Sonia Cluceru, Velimir Maximilian, Ion Manolescu, Gheorghe Storin, Maria Ventura, Maria Filotti e tanti altri.
Disse di lui Victor Eftimiu: E rimasto sempre giovane, perché ha saputo conciliarsi con la sua epoca, capirla e farsi comprendere da essa.

## Intitolazioni e omaggi
In suo onore, il teatro che si trova al numero 20 sul Bulevardul Gheorghe Magheru a Bucarest, venne intitolato con il suo nome.
Corneliu Baba, che alla morte di Constantin I. Nottara nel 1935 aveva 29 anni, realizzò un suo ritratto prendendo come modello una fotografia dell'attore scattata negli anni di piena maturità artistica.
La scultrice Miliţa Petraşcu (1892 - 1976), allieva di Constantin Brâncuşi, realizzò un busto in bronzo dell'attore, opera custodita nel cortile del museo memoriale C. I. Nottara și C. C. Nottara di Bucarest e dichiarata monumento storico con il codice B-II-m-B-18550.
La casa sul boulevard Dacia 105, costruita nel 1931 con l'aiuto del sindacato degli artisti di Bucarest in occasione dell'anniversario per i suoi 50 anni di carriera, dove ha vissuto insieme alla moglie e al figlio, diventò museo memoriale nel 1956. La nuora, Ana Nottara, donò l'edificio alla municipalità cittadina, continuando a vivere fino alla sua morte avvenuta nel 1981. Al suo interno vengono custoditi documenti e oggetti d'arte appartenuti alla famiglia: una biblioteca con più di 7000 volumi, porcellane di Sèvres e Maissen, vasi cinesi e giapponesi, specchi veneziani e vetri di Murano, il candelabro in cristallo di Boemia, il pianoforte Bechstein, la riproduzione di una vecchia incisione del 1730 che raffigura il suo antenato sHrisant Nottara, le onorificenze ricevute e i tre ritratti, suo e dei genitori dipinti da Corneliu Baba.

## Riconoscimenti
Per meriti culturali, le vengono conferite varie onorificenze custodite nel museo memoriale:
- Ordine Meritul Cultural
- Steaua României
- Bărbăție și Credință
- Ordine Coroana României – 10 Mai